# 悪魔の壁
『悪魔の壁』（あくまのかべ、チェコ語: Čertova stěna）は、ベドルジハ・スメタナにより作曲された3幕のチェコ語オペラ。リブレットの作者は、『口づけ』、『秘密』から引き続き、3度目の共作となるエリシュカ・クラースノホルスカーである。スメタナが完成させた最後のオペラでもある。この作品の構想におけるサブテキストは、切り立った岩壁にまつわるチェコの伝説である。その岩壁は、ヴィシュシー・ブロト近くの古い修道院の傍にあり、ヴルタヴァ川を見下ろしている。その場所で悪魔は、ヴルタヴァ川を堰き止め水位を上昇、川を氾濫させて、修道院の建設を中断させたと伝わる。
クラースノホルスカーは元々、教会と悪魔との間の戦いの象徴的な表現などに見られるように、シリアスな内容でリブレットを書くことを意図していた。対照的に、スメタナは、よりシリアスさを減らしたものを望んでいた。彼女はその要望に応え、そのようなシナリオを書き上げ、スメタナの下に送った。ところが、今度はスメタナがその台本に対しての考えを変えた。彼は、作中の若い娘HedvikaをLord Vokの亡き先妻の代理に書き換え、その側面から台本の内容をよりシリアスなものへと変えた。これらの改編の結果、クラースノホルスカーとスメタナは1年半もの間、互いに連絡を取ることは無くなくなった。スメタナはクラースノホルスカーに相談することなく、彼女のオリジナルのリブレットから500節以上の削除を行うなど、大幅な改編を行っている。
スメタナは、1881年3月には第1幕の作曲を終えており、第3幕までの作曲が完了したのは1882年4月のことであった。そして、同年10月29日、プラハのNové České Divadloで初演された。しかし、この初演は失敗に終わっている。これは、このオペラにおいて、お互いに似ている歌手が、相争うように多くの場面で登場することや、ステージングの面で難しい部分があったためであるとされる。クラースノホルスカーとスメタナの間は、緊張状態であったにもかかわらず、クラースノホルスカーは初演を観劇しており、スメタナを擁護している。またクラースノホルスカーは、この時、自身の同意を得ることなく改編されたリブレットに向けられた批判に対しては、沈黙を貫いている。

## 上演史
イギリスでは、1987年2月に、ロンドンのUniversity College Operaで初上演された。

## 配役
| 役名              | 声域         | 初演時のキャスト, 1882年10月29日 (指揮: アドルフ・チェフ) |
| ----------------- | ------------ | --------------------------------------------------------- |
| Lord Vok          | バリトン     | Josef Lev                                                 |
| Záviš             | コントラルト | Betty Fibichová                                           |
| Jarek             | テノール     | Antonín Vávra                                             |
| Rarach, the Devil | バス         | Josef Chlumeckÿ                                           |
| Hedvika           | ソプラノ     | Irma Reichová                                             |
| Katuška           | ソプラノ     | Marie Zofie Sittová                                       |
| Michálek          | テノール     | Adolf Krössing                                            |
| Beneš             | バス         | Frantisek Hynek                                           |

## 録音
- 1960, Zdeněk Chalabala (conductor), Prague National Theatre Chorus and Orchestra; Václav Bednář (Vok Vítkovic), Ivana Mixová (Záviš Vítkovic), Ivo Žídek (Jarek), Milada Šubrtová (Hedvika), Antonín Votava (Michálek), Libuše Domanínská (Katuška), Karel Berman (Beneš), Ladislav Mráz (Rarach)

## 参照
脚注
1. ↑  ただし、絶筆に『ヴィオラ』がある。
2. ↑  Fifield, Christopher, "Smetana and The Devil's Wall" (February 1987).  The Musical Times, 128 (1728): pp. 78-80.
3. ↑  Dean, Winton, "Music in London: Opera - The Devil's Wall (April 1987).  The Musical Times, 128 (1730): , pp. 217-221.
4. ↑  The Devil's Wall performance history at amadeusonline.net

文献
- Holden, Amanda (Ed.), The New Penguin Opera Guide, New York: Penguin Putnam, 2001. ISBN 0-14-029312-4
- Warrack, John and West, Ewan, The Oxford Dictionary of Opera New York: OUP: 1992 ISBN 0-19-869164-5